# LEW EL 5
Die Baureihe EL 5 des LEW Hennigsdorf bezeichnet eine Elektrolokomotive, die von 1954 bis 1990 in 1979 Exemplaren gebaut wurde. Im Stammwerk wurden davon 746 Stück und im Zweigbetrieb VEB Inducal Göllingen 1233 Stück gebaut.

## Entwicklung
Diese Grubenlokomotive wurden in verschiedenen Varianten gebaut. Von den 746 Lokomotiven des Stammwerkes wurden 649 exportiert. Davon wurden nach China 499, in die Tschechoslowakei 54, nach Rumänien 39, nach Ungarn 35, nach Tunesien 16, nach Algerien 4 und nach Jugoslawien 2 Lokomotiven geliefert. Von den 97 im Inland verbliebenen Lokomotiven erhielten 50 der Kupfer-, 39 der Kalibergbau, 4 die Grube Braunesumpf (Hüttenrode) und 4 das Bergbau- und Hüttenkombinat „Albert Funk“ Freiberg. Von den 1233 in Göllingen gebauten Lokomotiven wurden 551 als El 5/04 mit einer Spurweite von 750 mm, 159 als EL 5/05 mit einer Spurweite von 900 mm und 523 als EL 5/08 mit einer Spurweite von 600 mm geliefert. Bis auf eine EL 5/08 für Algerien wurden alle Loks in die Sowjetunion exportiert. Die Bestellungen für 3 EL 5/05 wurden 1990 von der Sowjetunion storniert. Weitere 150 geplante Loks wurden 1990 nicht mehr gebaut.

## Konstruktive Merkmale

### Mechanik
Der Rahmen der Lok wurde aus geschweißtem Grobblech hergestellt. Die Abstützung des Rahmens erfolgte erst über Blattfedern, später über Schraubenfedern. Die Radsätze waren rollengelagert und mit Scheibenrädern. Die Bremse war als Handspindelbremse mit Bremsklötzen an jedem Rad ausgeführt. Die EL 5 wurde in verschiedenen Varianten gebaut. Neben Lokomotiven mit Mittelführerstand gab es auch Versionen mit Endführerstand und einem Mitfahrplatz am Kopfende. Der Stromabnehmer befand sich bei den Loks mit Endführerstand auf einem Portal über dem Rahmen. Bei Loks mit Mittelführerstand wurde er entweder auf dem Führerhaus, oder auf dem hinteren oder vorderen Vorbau angebracht.

### Elektrik
Die Baureihe EL 5 verfügte über einen handbedienten Nockenfahrschalter mit mechanischer Sicherheitsfahrsperre und eine selbsterregte Widerstandsbremse mit verkreutzter Bremsschaltung. Angetrieben wurde jede Achse mit einem Tatzlagerfahrmotor. Gesteuert wurden die parallel geschalteten fremdbelüfteten Gleichstrom-Reihenschlussmotoren über Widerstände. Mit dem Fahrschalter konnten neun Reihen- und fünf Parallelfahrstufen sowie neun Bremsstufen gewählt werden. Die Beleuchtung erfolge aus Sicherheitsgründen über einen 12-V-Bleiakkumulator. Die Leistung eines Fahrmotors betrug 37,5 kW; die maximale Zugkraft 20 kN.

## Varianten
- zwei Führerstände an den Lokenden

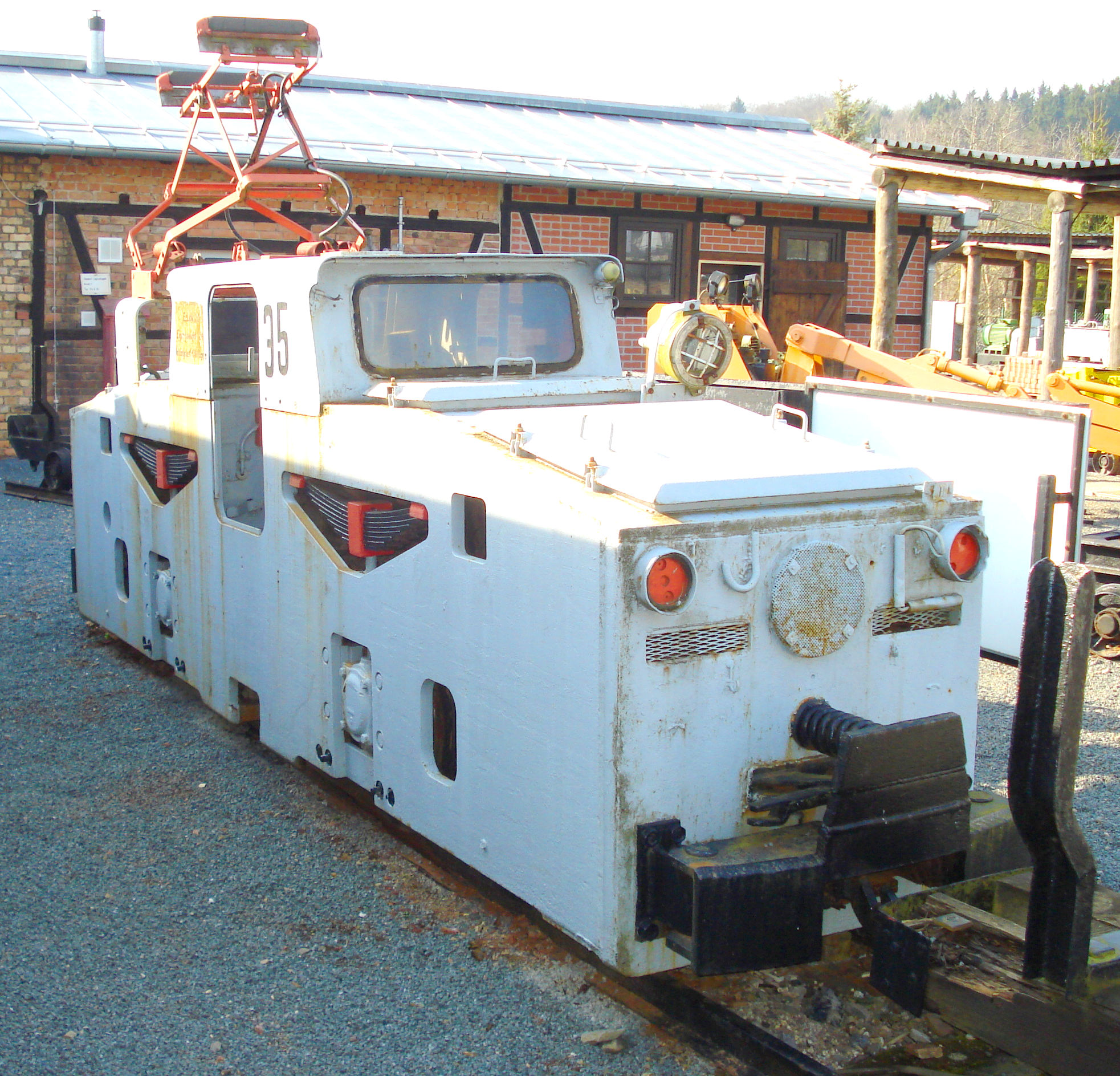
EL 5/01 mit Mittelführerstand, Lok 11253, ehemals Mansfeld Kombinat, Eisleben, in der Ausstellung des Bergbaumuseums Wettelrode

- mit Führerkabine und offenem Begleitersitz
- mit Führerkabine und abgedecktem Begleitersitz
- mit Mittelführerstand
- mit oder ohne Fahrmotorbelüftung
- Lieferungen aus Göllingen hatten weitere Varianten im el. und/oder mech. Teil